# Cyrtostylis
Cyrtostylis es un género de orquídeas de hábito terrestre originarias de Australia. Tiene cinco especies.

## Descripción
Cyrtostylis tiene muy pocas raíces, son sustituidas por pares de pequeños tubérculos ovalados, los tallos son cortos y rectos con una sola hoja basal, herbácea, plana y lisa, la inflorescencia es delicada con sólo una o unas pocas pequeñas flores terminales de colores apagados, retorcidas; los segmentos florales son libres, el sépalo dorsal ligeramente más ancho que los otros segmentos, recto, el labio suele ser mucho mayor que los restantes la columna generalmente tiene alas fundidas a lo largo del cuerpo y es curvada y lisa, sin pie, con antera que contiene cuatro polinias terminales persistentes de color amarillo desigual sin viscídio.

## Taxonomía

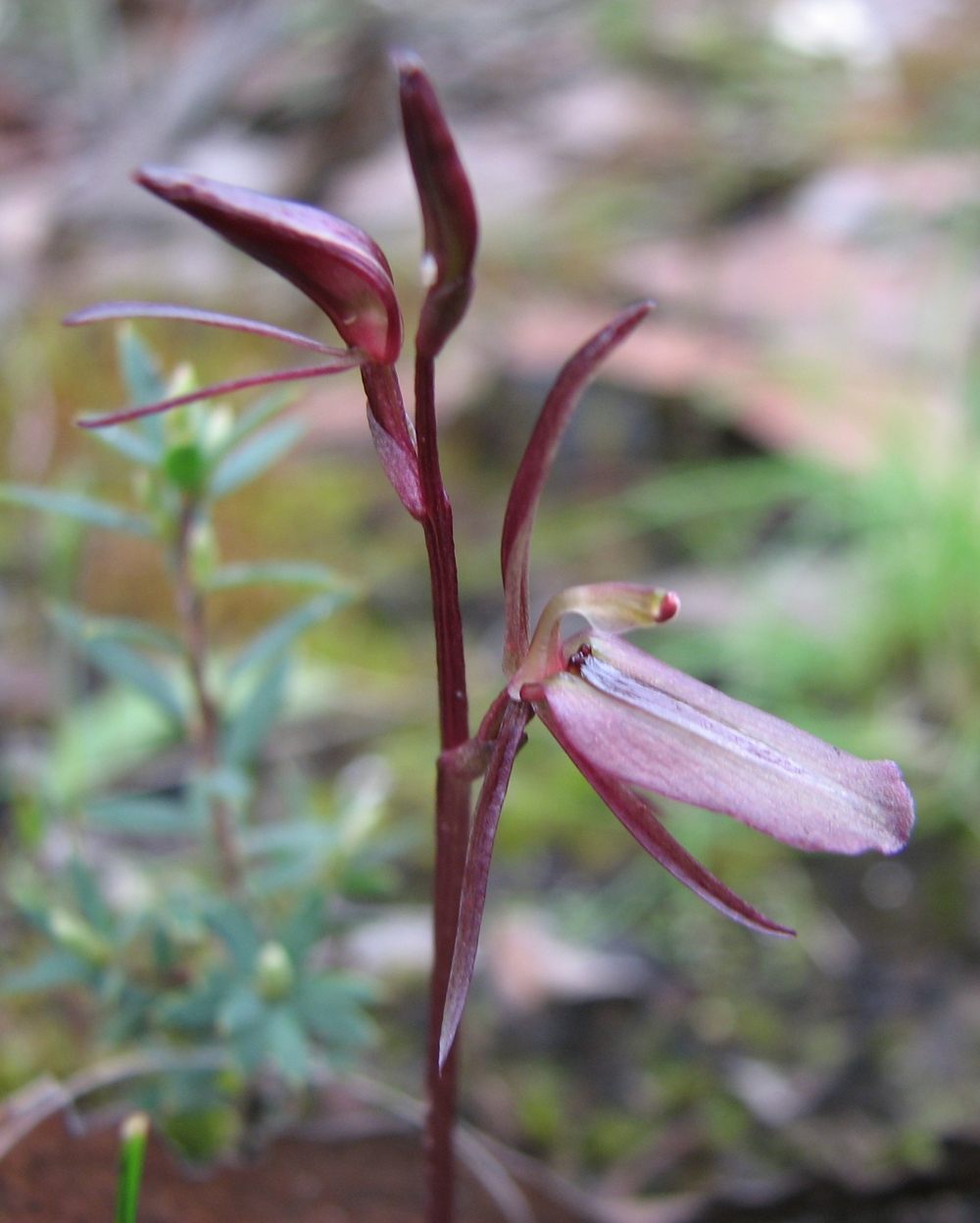
Cyrtostylis reniformis en el Parque Nacional Brisbane Ranges, Victoria, Australia.

El género fue descrito por primera vez por Robert Brown y publicado en su Prodromus Flora Novae Hollandiae (1810), la especie tipo del género es Cyrtostylis reniformis. Comparte muchas de las características morfológicas de otro género, Acianthus, del mismo autor, y diversas revisiones taxonómicas han incluido a ambos géneros conjuntamente. Tres especies se encuentran en el Suroeste de Australia.
Etimología
Cyrtostylis: nombre genérico que deriva de las palabras griegas: kyrtos = "curvado" y stylos = "columna".

## Especies
- Cyrtostylis oblonga  Hook.f. (1853)
- Cyrtostylis reniformis  R.Br. (1810) - Especie tipo
- Cyrtostylis robusta  D.L.Jones & M.A.Clem. (1987)
- Cyrtostylis rotundifolia  Hook.f. (1853)
- Cyrtostylis tenuissima  (Nicholls & Goadby) D.L.Jones & M.A.Clem. (1987)